# Übereinzelsprachlichkeit
Als übereinzelsprachlich wird eine sprachliche Einheit oder ein bestimmtes Merkmal einer Sprache dann bezeichnet, wenn es gleichzeitig in unterschiedlichen, in der Regel nicht miteinander verwandten Einzelsprachen auftaucht.
Das Konzept der Übereinzelsprachlichkeit ist wichtig beim Aufbau einer Enzyklopädie, welche versucht, Begriffe übereinzelsprachlich zu konzipieren, um sie in bestimmte lexikalische Relationen zu setzen. Diese Verbindungen bestehen, egal in welcher Sprache die Begriffe bezeichnet werden. Dieses Konzept ermöglicht universale begriffliche Netzwerke.
Übereinzelsprachliche Eigenschaften sind in der Sprachtypologie Grundlage für die Formulierung von Universalien.

## Quelle
- Helmut Glück (Hrsg.): Metzler-Lexikon Sprache, 2000